# 東北平原

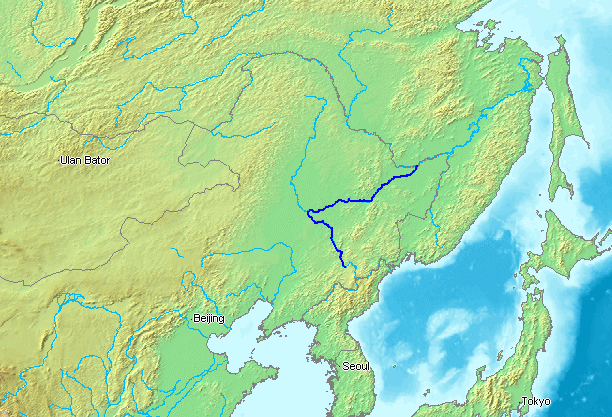
東北平原

東北平原（トンペイへいげん、とうほくへいげん）とは、大興安嶺山脈と小興安嶺山脈および白頭山の間に位置する平原で、平原北側では嫩江が発し、平原内を中部に亘って横断し、平原南側は遼東湾に至っている。平均海抜は200メートル程度、面積は35万平方キロメートルとほぼ日本全土に近い面積が平原となっていて中華人民共和国最大の平原である。
気候は寒冷だが土壌は肥沃であり、同国最大の食糧生産地となっている。土壌が肥沃であったのは、清朝期に長らく満州族の故地として人口の流入が抑えられ、森林地帯であったため樹木が朽ちるとともに土壌に有機物が堆積していったことが大きい。清朝後期になると人口対策もあって規制も緩み、漢族が流入、森林が大量に切り開かれ農耕地とされていき、森林地帯のイメージから、1930年代頃には見渡す限り平原の広がる「赤い夕陽の満洲」（果てしなく広がる地平線に夕日が沈む情景を象徴した言葉）へと、そのイメージも実体も変えていた。安冨歩によれば、この変化はわずか20年ほどの間に起こったという。農作物としては大豆が主要作物となり、日清戦争後は日本へも、日露戦争後は欧州へも運ばれていた。大豆はかつては油や肥料としての利用が主体であったが今日では家畜の飼料として世界的にも重要な商品作物であり、より生産量の多い国々が現れたものの、現在なお重要な輸出商品となっている。
東北平原は細かく分類すると北部の松嫩平原、南部の遼河平原、東北部の三江平原に三分される。この内の前者二つを合わせて松遼平原と言い、これが東北平原の大部分を占めている。
ケッペンの気候区分では亜寒帯冬季少雨気候（Dwa）に大部分が属しているものの、昨今では品種改良された米の栽培も盛んである。